# 黒松内銘水
黒松内銘水株式会社（くろまつないめいすい）は、北海道寿都郡黒松内町に存在する飲料水メーカーである。1996年設立。

## 概要
主要商品は、飲料水「水彩の森」が有名である。ペット飲料水「妖精のしずく」も販売していたが、2018年5月末に販売終了した。
飲料水以外にも「黒にんにく」を販売していた。しかし、黒にんにくは諸般の事情により、2019年5月に販売終了した。